# Saint-Jean-du-Bruel
Saint-Jean-du-Bruel is een gemeente in het Franse departement Aveyron (regio Occitanie) en telt 642 inwoners (1999). De plaats maakt deel uit van het arrondissement Millau.

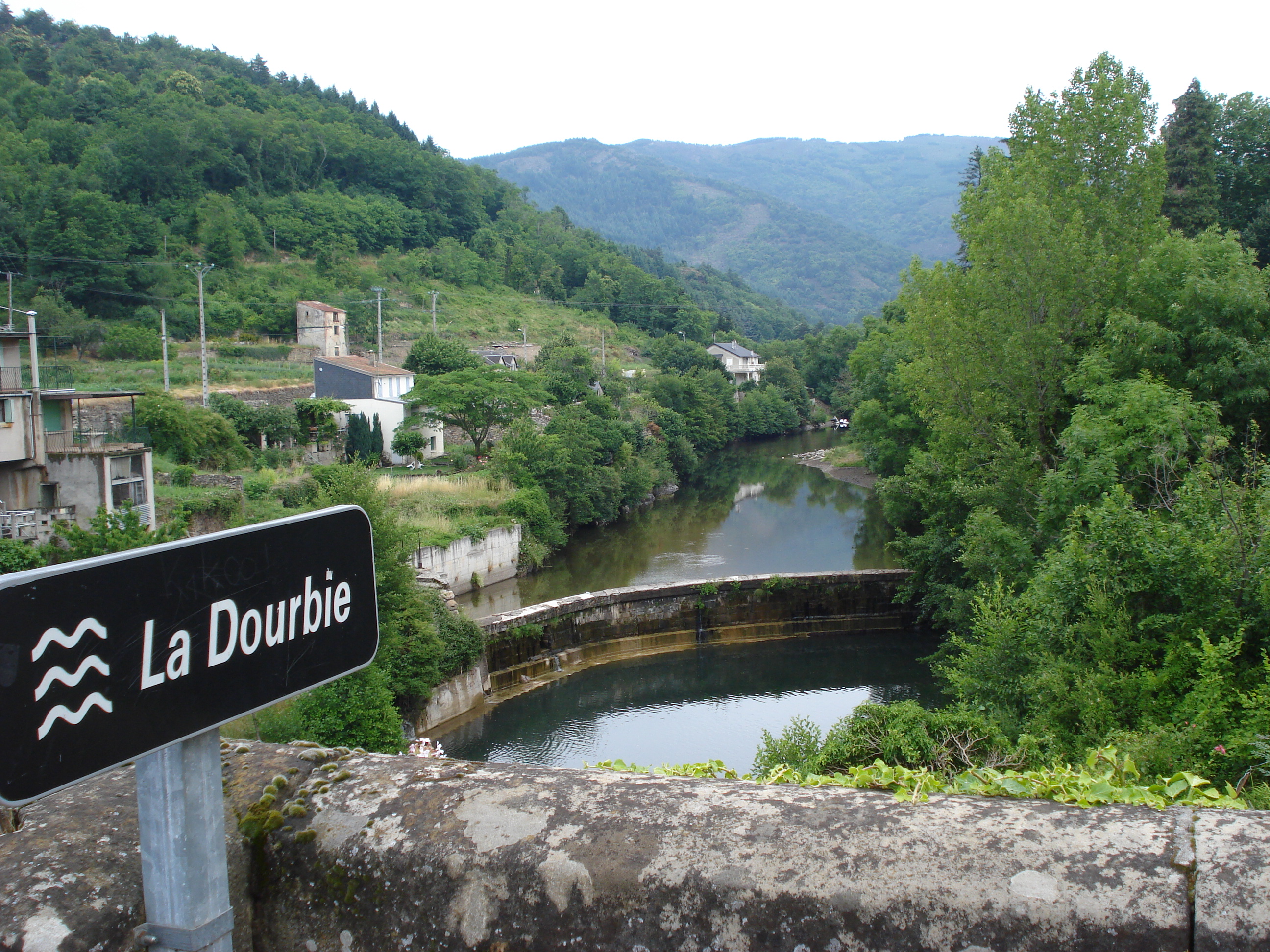
Rivier de Dourbie bij Saint-Jean-du-Bruel
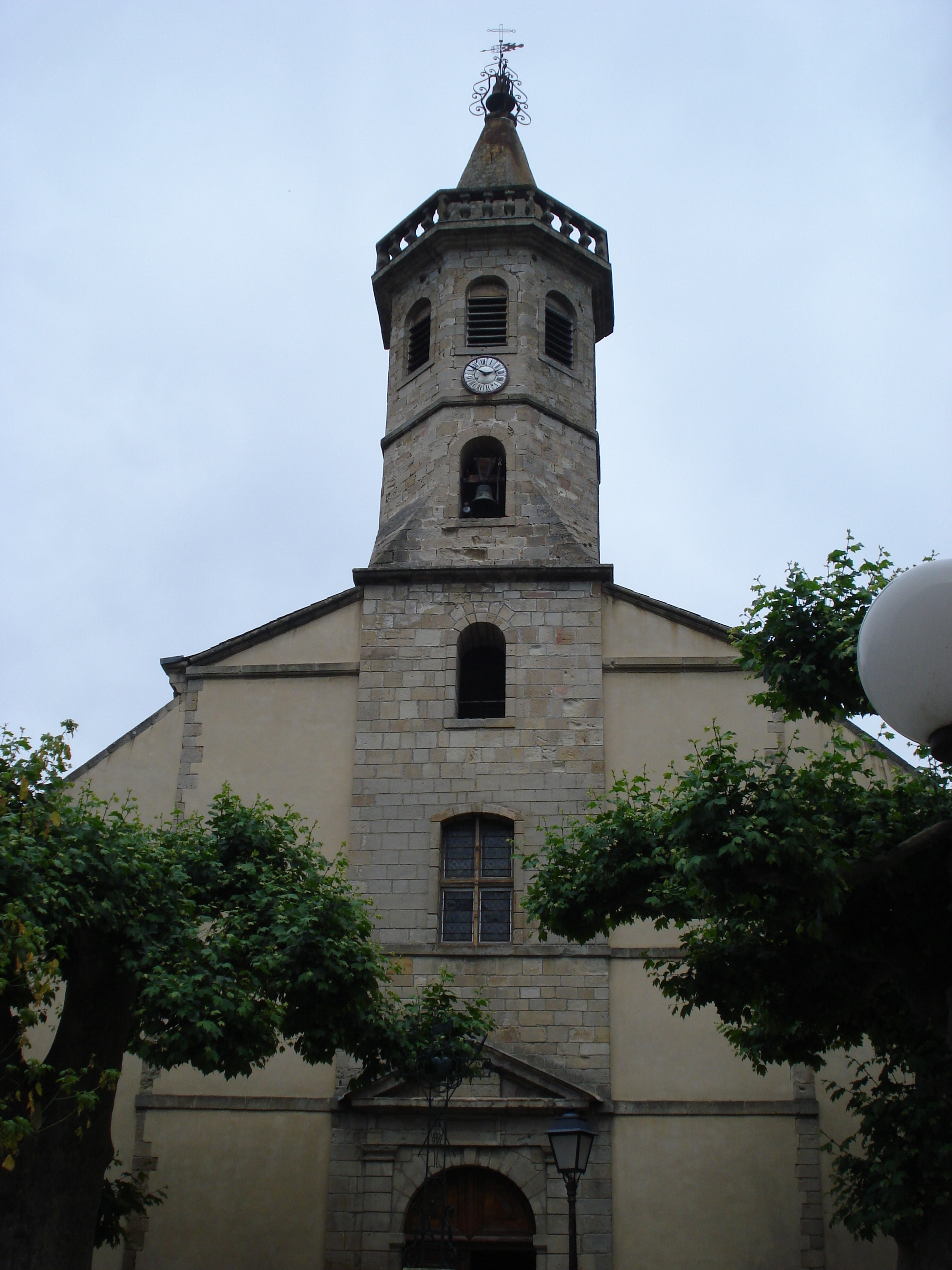
Kerk van Saint-Jean-du-Bruel
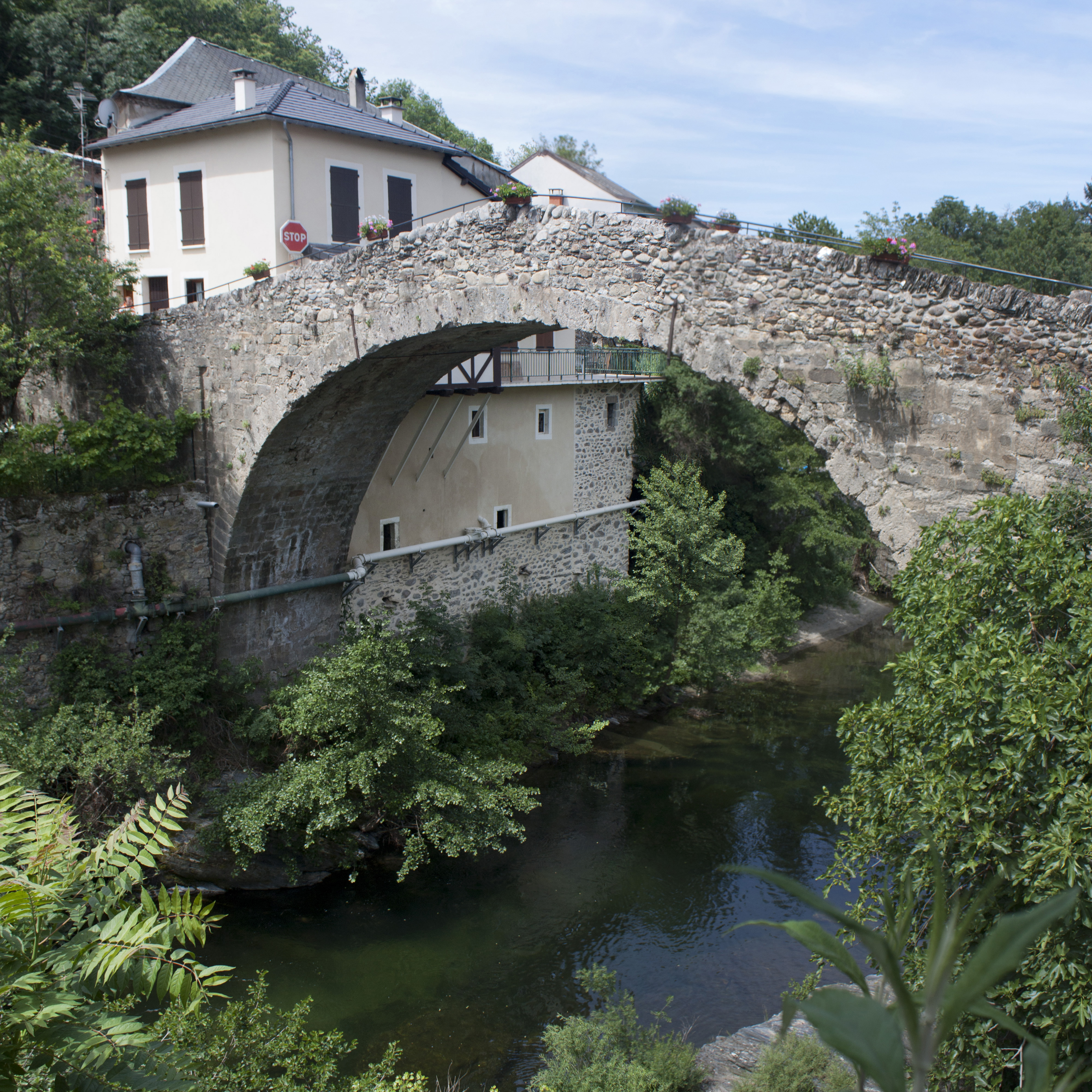
Romeinse brug

## Geografie
De oppervlakte van Saint-Jean-du-Bruel bedraagt 37,3 km², de bevolkingsdichtheid is 17,2 inwoners per km².

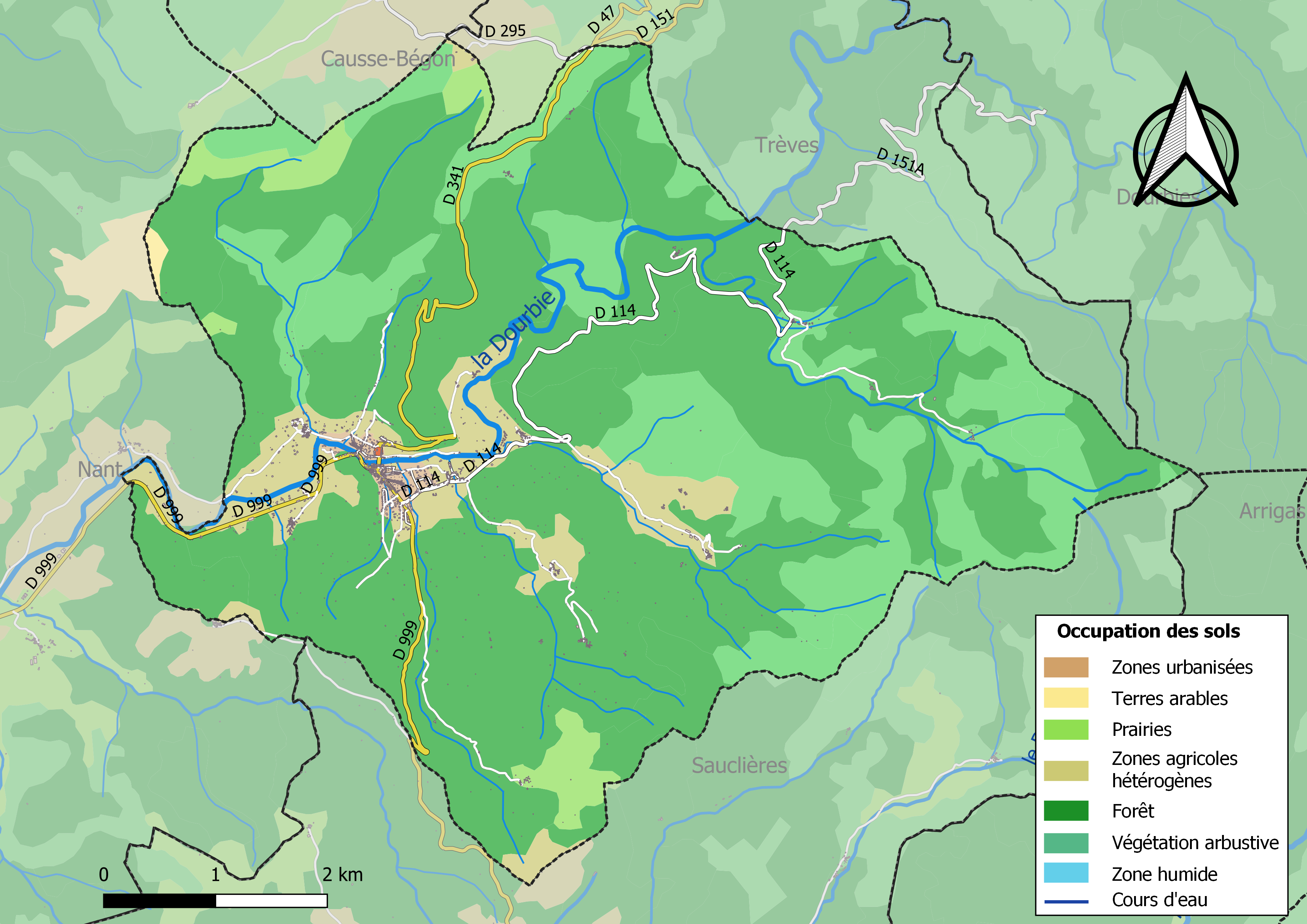
Kaart van de gemeente met de belangrijkste infrastructuur, bodemgebruik en omliggende gemeenten

## Demografie
Onderstaande figuur toont het verloop van het inwonertal (bron: INSEE-tellingen).

Vanwege een beveiligingsprobleem met de MediaWiki Graph-software is het momenteel niet mogelijk deze grafiek weer te geven. Zodra de software is bijgewerkt zal de grafiek vanzelf weer zichtbaar worden.